# اندرو بیکنل
اندرو بیکنل (انگلیسی: Andrew Bicknell؛ زادهٔ ۱۷ ژوئن ۱۹۵۶) بازیگر اهل بریتانیا است. وی از سال ۱۹۷۹ میلادی تاکنون مشغول فعالیت بوده‌است.
از فیلم‌ها یا برنامه‌های تلویزیونی که وی در آن نقش داشته است، می‌توان به عشق، موج ۳، ۰۰۷: مأمور زیر آتش و تا وقتی که زنده‌ام اشاره کرد.